# Abakus (Möbelstück)
Abakus (lateinisch Abacus) ist die Bezeichnung für ein antikes Möbelstück. Im Römischen Reich handelte es sich hierbei um eine Anrichte oder einen Prunktisch zur dekorativen Aufstellung von kostbarem Geschirr und anderem wertvollem Gerät.
Nach Titus Livius wurde der Abakus ebenso wie andere Luxusgegenstände durch den Konsular Gnaeus Manlius Vulso in Italien eingeführt, als er diese Prunkgüter nach seinen Feldzügen während seines Konsulats in Kleinasien (189 v. Chr.) von dort in seine Heimat mitbrachte und während seines Triumphzugs 187 v. Chr. präsentierte. Laut Plinius dem Älteren waren die von Vulso bei seinem Triumph zur Schau gestellten Prunktische sogar aus Erz. Der Schweizer Bauforscher Ernst Robert Fiechter vertrat jedoch die Ansicht, dass der Abakus nicht ein in Italien zuvor unbekanntes Möbelstück gewesen sei, sondern dass Vulso ihn wohl in seiner luxuriösen Ausstattungsform eingeführt habe, wie Prunkgüter überhaupt mit dem wachsenden Reichtum in der ersten Hälfte des 2. Jahrhunderts v. Chr. in Rom üblich wurden. Unsicher ist, ob die Erwähnung des Abakus durch Cato in einer Aufzählung von Einrichtungsgegenständen und landwirtschaftlichen Geräten auf seine praktische Verwendung im Sinn eines Tischs zur Zubereitung des Brotteigs hindeutet.